# 菲德勒山
菲德勒山（英語：Mount Fiedler）是南極洲的山峰，位於瑪麗伯德地，處於羅斯冰架和沃森海崖之間，屬於本德山的一部分，海拔高度1,140米，現時由南極條約體系管理。